# L'Épine, Vendée

L'Épine este o comună în departamentul Vendée, Franța. În 2009 avea o populație de 1,727 de locuitori.